# Bunnings Warehouse
 (juin 2020).
Bunnings Warehouse est une chaîne australienne de quincaillerie domestique. La chaîne appartient à Wesfarmers depuis 1994 et possède des magasins en Australie et en Nouvelle-Zélande.
Bunnings a été fondée à Perth, en Australie-Occidentale en 1887, par deux frères qui avaient immigré d'Angleterre. Initialement une société anonyme axée sur le sciage, elle est devenue une société ouverte en 1952 et s'est par la suite étendue dans le secteur de la vente au détail, achetant plusieurs quincailleries. Bunnings a commencé à s'étendre dans d'autres États dans les années 1990, et a ouvert son premier magasin de style entrepôt à Melbourne en 1994. La chaîne compte actuellement 295 magasins et plus de 30 000 employés.
Bunnings a une part de marché d'environ 20 pour cent dans le secteur australien de la quincaillerie de détail, avec des chaînes concurrentes, y compris Home Timber - Hardware, Mitre 10 et divers détaillants indépendants.